# Гимназия княгини А. А. Оболенской
Гимназия княгини А. А. Оболенской — частная женская гимназия в Санкт-Петербурге, цель которой была подготовить девушек к поступлению в высшие учебные заведения. Основана в 1870 году. Это было второе учебное заведение для девочек такого уровня в стране. В 1868 году, за два года до открытия гимназии кн. Оболенской, в Петербурге же открылось общеобразовательное женское училище (позже гимназия) г-жи Стешневой, имевшее программу мужской классической гимназии. В 1918 году гимназия была преобразована в 16-ю единую трудовую школу г. Петрограда.

## История создания

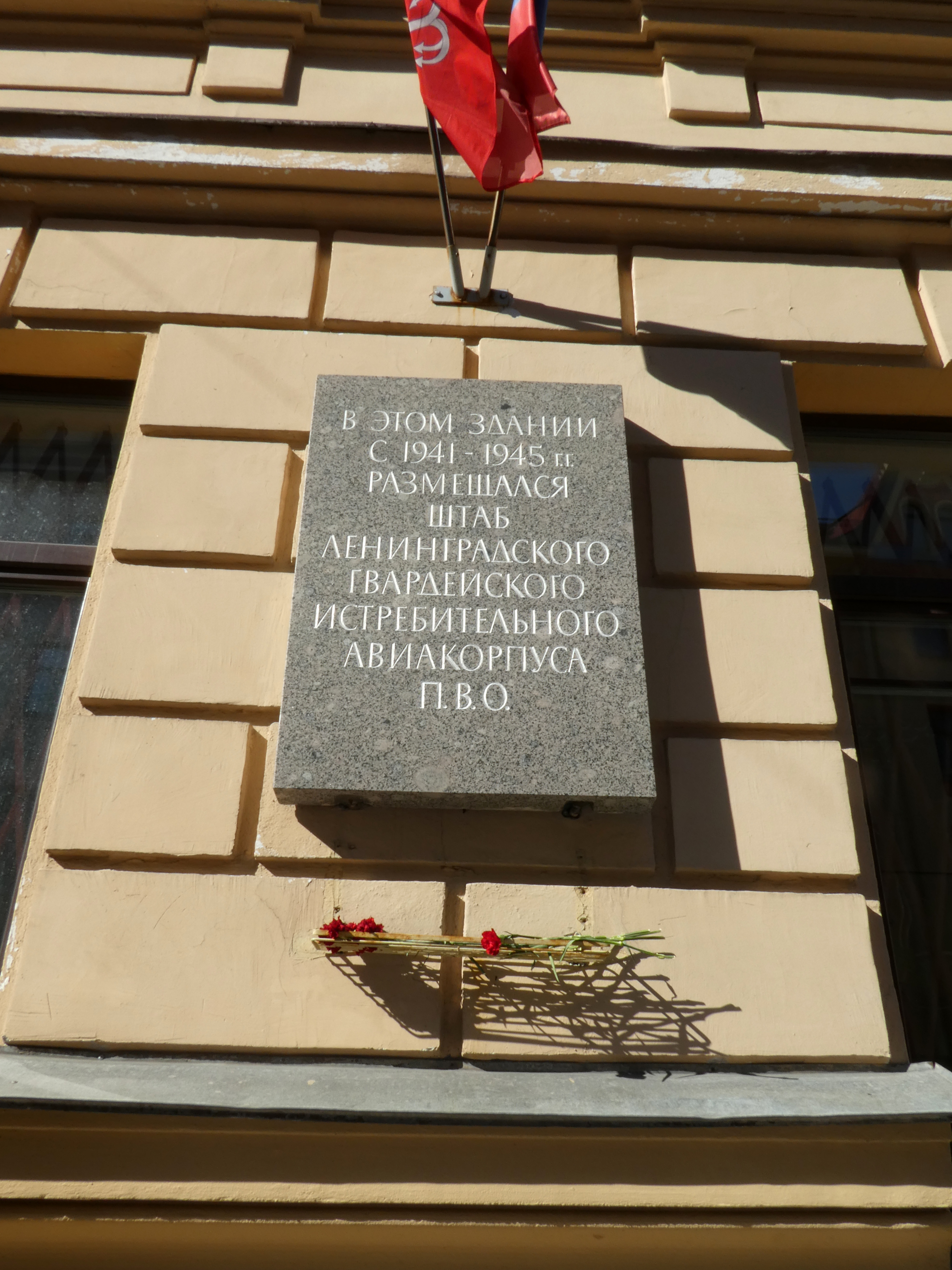
Мемориальная доска на здании гимназии

Приехав в 1868 году с мужем А. В. Оболенским в Петербург из Ковно, Александра Алексеевна Оболенская вошла в кружок образованных женщин (А. П. Философова, М. А. Быкова, Е. О. Лихачёва, М. В. Трубникова), в котором горячо обсуждался вопрос об открытии Высших женских курсов в Петербурге. Александра Алексеевна, будучи недовольной тем, как обстоит дело со средним образованием для девочек, решила открыть школу, обучение в которой готовило бы к университетскому курсу.
Решение А. А. Оболенской, поддержанное мужем, вызвало бурю негодования среди его родных, так как подобное занятие для княгини считалось низким. Генерал А. Л. Потапов (впоследствии шеф жандармов) язвительно заметил: «Почему бы вам, Alexandrine, не открыть прачечного заведения?». Вопреки сопротивлению сановных родственников гимназия была открыта в ноябре 1870 года.
Курс гимназии примерно соответствовал программам мужских реальных училищ той поры.
С 1871 года гимназия помещалась в доме № 16 по Средней Першпективе (ныне ул. Маяковского). В 1901 году гимназия переезжает в специально построенный дом № 8 по Баскову переулку (архитектор Г. В. Барановский, 1899—1900). В 1902—1903 годах здание было расширено под руководством военного инженера Г. Л. Кононова.
После революции и переименования гимназии в 16-ю единую трудовую школу в ней продолжали работать учителя дореволюционного набора. Шестнадцатой единой трудовой, а позднее средней школой до 1930 года заведовал бывший учитель гимназии кн. Оболенской Даниил Александрович Александров, отец математика, академика А. Д. Александрова.

## Преподаватели

### Руководство гимназии
- Е. С. Волков, глава учительского коллектива в 1870—1875 годах. В прошлом военный инженер отказался от военной карьеры и посвятил себя учительству. Женат на старшей дочери А. А. Оболенской Елизавете Васильевне
- А. Я. Герд — в 1875 году заместил Е. С. Волкова, в 1877 заведующий гимназией, а в 1879 году, когда гимназия была преобразована в гимназию министерства народного просвещения, Герд назначен председателем педагогического совета этой гимназии.
- После смерти А. А. Оболенской в 1890 г., её дочь Мария Андреевна Мещерская стала собственницей гимназии. Но она, не унаследовав педагогического дарования матери, всё ведение дел передаёт в руки Герда, Форстена и Е. Н. Терстфельд[6].

### Учителя
- 1870-е — А. Н. Страннолюбский — математик, разработчик программы школы; П. И. Вейнберг — словесник.
- 1880-е — Я. И. Ковалевский — физик, Е. Ф. Литвинова — математик, А. Я. Билибин — математик, А. О. Пуликовский — географ, Н. Е. Смирнов — словесник[7], Д. А. Тихомиров — богослов, Н. Г. Дебольский (1880—1896)[8]; Г. В. Форстен[9] (c 1887? года) — историк, Елизавета Николаевна Терстфельд[6], Анна Петровна Валуева-Мунт[10].

## Известные ученицы
- Вилькина, Людмила Николаевна (1873—1920) — русская поэтесса, писательница, переводчица, публицистка и литературный критик. Курс не закончила.
- Гаген-Торн, Нина Ивановна (1900—1986) — русский этнограф, историк, поэт и писатель-мемуарист.
- Гуревич, Любовь Яковлевна (1866—1940) — 1884, русская писательница, литературный и театральный критик, переводчик.
- Ермолаева, Вера Михайловна (1893—1937) — 1910, художница, представительница русского авангарда.
- Комиссаржевская, Вера Федоровна (1864—1910) — с 1874, курс не закончила[11]. Великая актриса.
- Крупская, Надежда Константиновна (1869—1939) — 1887 г. с золотой медалью[3], член РСДРП(б), жена В. И. Ульянова.
- Набокова, Вера Евсеевна (урожд. Слоним; 1902—1991) — окончила 6 классов (1916), жена Владимира Набокова, переводчица его произведений (Pale Fire).
- Салтыкова, Елизавета Михайловна (1873—1927) — 1890, дочь М. Е. Салтыкова-Щедрина[12].
- Столыпина, Александра Петровна (1898—1987) — известны результаты экзамена за 1911 г., дочь П. А. Столыпина[13].
- Столыпина, Ольга Петровна (1897—1920) — известны результаты экзамена за 1911 г., дочь П. А. Столыпина[13].
- Тимирёва, Анна Васильевна (урожд. Сафонова; 1893—1975) — 1911, русская поэтесса, была спутницей адмирала Колчака во время гражданской войны.
- Тыркова-Вильямс, Ариадна Владимировна (1869—1962) — училась одновременно с Н. К. Крупской, курс не закончила, член ЦК партии кадетов,  писатель и критик.
- Шоле, Лидия (1896—1943) — 1914, польская художница караимского происхождения.